# Appingedam
Appingedam – miasto i gmina w północnej Holandii (prowincja Groningen). Liczy ok. 12 tys. mieszkańców (2008).
Gmina składa się z dziewięciu miejscowości: Appingedam, Garreweer, Jukwerd, Laskwerd, Marsum, Oling, Opwierde, Solwerd oraz Tjamsweer.